# Kore (Skulptur)

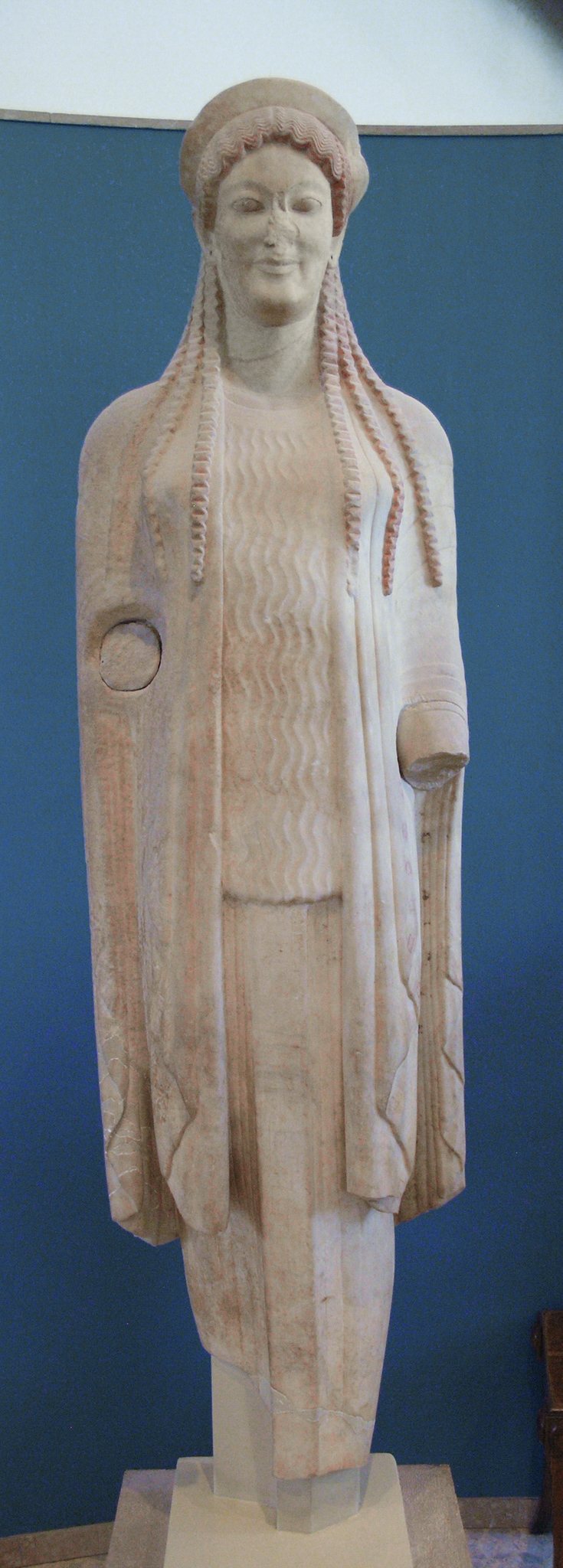
Kore, Athen, Akropolismuseum
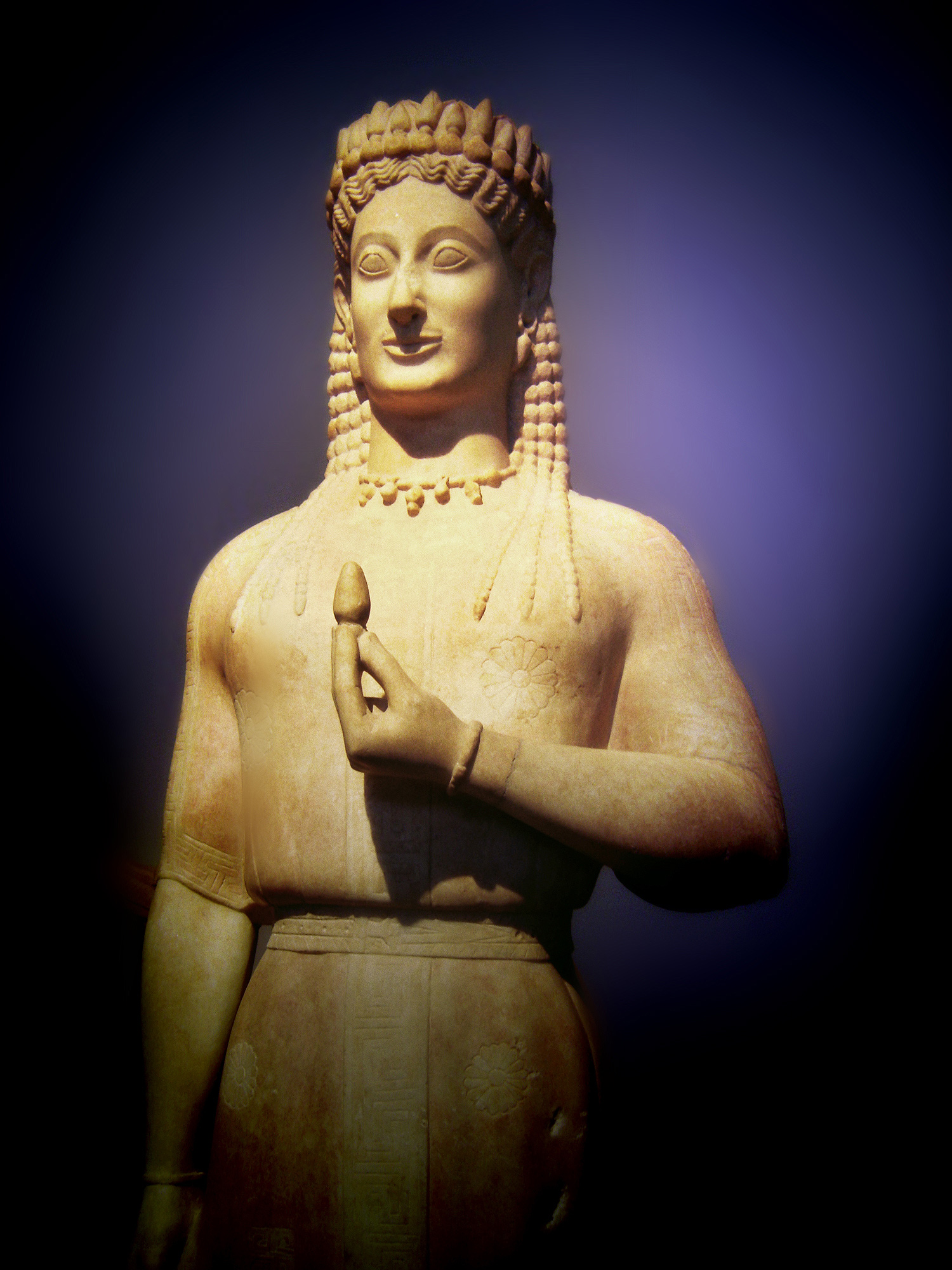
Kore (Phrasikleia) um 550/540 v. Chr.; Athen, Nationalmuseum

Kore (Plural Koren; von attisch κόρη kórē, deutsch ‚Mädchen, Jungfrau‘) ist die moderne Bezeichnung für einen Statuentypus der archaisch-griechischen Bildhauerkunst. Es waren meist aus Marmor gefertigte, ursprünglich auch bemalte Skulpturen.
Eine Kore stellt ein bekleidetes Mädchen oder eine junge Frau dar, ohne dass zu entscheiden ist, ob es sich um eine Göttin oder eine Sterbliche handelt, sofern nicht nähere Umstände der Aufstellung darüber Auskunft geben. Sie steht zumeist aufrecht mit geschlossenen Beinen oder wenig vorgesetztem linken Fuß bei gerader Körperhaltung. Die Arme hängen oft seitlich am Körper herab. Bisweilen ist ein Arm angewinkelt vor die Brust geführt und trägt eine Votivgabe. In der Regel sind sie mit einem Peplos oder einem Chiton bekleidet. Koren wurden vom 2. Drittel des 7. Jahrhunderts v. Chr. bis zum Beginn des 5. Jahrhunderts v. Chr. gefertigt und aufgestellt. Zu den ältesten Beispielen gehören die Statue der Nikandre und die Dame von Auxerre aus der Mitte des 7. Jahrhunderts v. Chr. Eine der jüngsten Vertreterinnen des Statuentypus ist die kurz vor 480 v. Chr. gestiftete Kore des Euthydikos.
Derartige Koren wurden nicht nur als frei stehende Skulpturen, sondern in seltenen Fällen auch in der Architektur griechischer Tempel anstelle von Säulen verwendet. Dann werden sie als Karyatiden bezeichnet. Am bekanntesten sind in baulichem Zusammenhang die Koren oder Karyatiden des Erechtheions der Akropolis in Athen.
Im weiteren Sinne wurden jegliche Mädchenstatu(ett)en in Griechenland κόραι („Mädchen“) genannt, so auch die Frauen darstellenden Tanagra-Figuren.
Das männliche Pendant der Kore bilden Kouros bzw. Ephebe.